# Madden NFL 94
Madden NFL 94 è un videogioco sportivo di football americano sviluppato e pubblicato dall'Electronic Arts nel 1993 per Sega Mega Drive e Super Nintendo Entertainment System. È stato il primo gioco della serie Madden NFL con una licenza ufficiale della National Football League.